# Cantón de Fresnes-en-Woëvre
El cantón de Fresnes-en-Woëvre era una división administrativa francesa, que estaba situada en el departamento de Mosa y la región de Lorena.

## Composición
El cantón estaba formado por treinta y dos comunas:
- Avillers-Sainte-Croix
- Bonzée
- Combres-sous-les-Côtes
- Dommartin-la-Montagne
- Doncourt-aux-Templiers
- Fresnes-en-Woëvre
- Hannonville-sous-les-Côtes
- Harville
- Haudiomont
- Hennemont
- Herbeuville
- Labeuville
- Latour-en-Woëvre
- Les Éparges
- Maizeray
- Manheulles
- Marchéville-en-Woëvre
- Mouilly
- Moulotte
- Pareid
- Pintheville
- Riaville
- Ronvaux
- Saint-Hilaire-en-Woëvre
- Saint-Remy-la-Calonne
- Saulx-lès-Champlon
- Thillot
- Trésauvaux
- Ville-en-Woëvre
- Villers-sous-Pareid
- Watronville
- Woël

## Supresión del cantón de Fresnes-en-Woëvre
En aplicación del Decreto nº 2014-166 de 17 de febrero de 2014, el cantón de Fresnes-en-Woëvre fue suprimido el 22 de marzo de 2015 y sus 32 comunas pasaron a formar parte del nuevo cantón de Étain.